# Héliodore de Thiard
Pour les articles homonymes, voir Famille de Thiard et Thiard.
Héliodore de Thiard, comte de Bissy (1558, château de Bissy - 1593), est un membre de la famille de Thiard et militaire français.

## Biographie
Fils de Claude de Thiard, grand écuyer du Charolais, et de Guillemette de Montgommery, neveu de Pontus de Tyard et frère de Cyrus de Thiard de Bissy, il est page du roi Charles IX en 1573, puis écuyer d'Henri III, et guidon d'une compagnie d'ordonnance, à l'âge de dix-sept ans. 
Capitaine d'hommes d'armes, il se distingue dans les guerres contre la Ligue. Après avoir chassé les ligueurs de Verdun, il en fut nommé gouverneur et la défendit contre le vicomte de Tavannes en 1592.

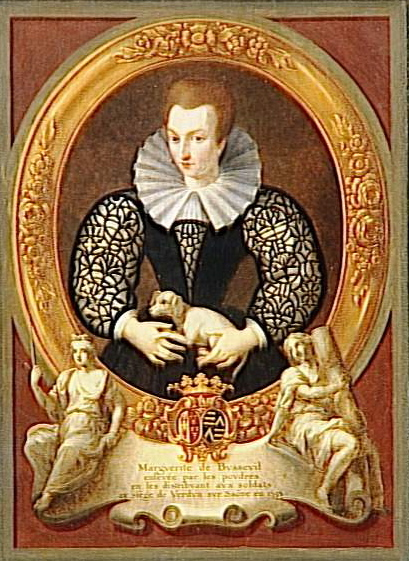
Portrait de Marguerite de Busseuil.

Il épousa Marguerite de Busseuil. Passionnément amoureuse de son mari, elle n'a jamais voulu le quitter pendant tous les sièges qu'il eut à soutenir, où elle pourvut au besoin des blessés et à la surveillance des subsistances. Elle perdit la vie lors d'un de ces sièges.

## Sources
- Louis-Gabriel Michaud, Biographie universelle ancienne et moderne, 1811